# Santa Maria de Margalef
Santa Maria de Margalef és un monument del municipi de Torregrossa (Pla d'Urgell) inclòs en l'Inventari del Patrimoni Arquitectònic de Catalunya. Les restes de l'església de Sant Bartomeu de Margalef, que també és coneguda sota l'advocació de Sant Pere, són a ponent de l'antic vilatge de Margalef. Prop seu hi ha la capella moderna de Sant Bartomeu, del segle xviii, dins el recinte del casal de Margalef.
De l'antic edifici medieval només es conserva la façana de ponent, amb campanar d'espadanya. La porta del temple és en arc apuntat amb guardapols. Per indicis constructius conservats en el mur, l'església era coberta amb embigat de fusta. El parament del mur conservat evidencia una construcció tardana (finals segle xiii, inicis segle XIV), arrelat però a la tradició anterior.
Façana de l'antiga església romànica de transició. Església d'una sola nau de reduïdes dimensions.Campanar de paret i porta austera d'arc apuntat sense cap mena de decoració.

## Història
Pertanyia al poblat de Margalef, que es despoblà el primer terç del segle xv a causa de la pesta i, segons els "Censos Manifestants" de 1429, els beneficis, retaules i ornaments del seu temple foren traslladats a l'església de Castelldans. Domènec de Monstuar, conseller de Lleida el 1379, fundà l'any 1396 la capella de Santa Maria de Margalef. El poble fou reconquerit per la casa de Cervera. La primera referència de l'església data de 1279 i 1280.